# Жан Моро дьо Сешел
Жан Моро де Сешел (Jean Moreau de Séchelles френски: [mɔʁo də seʃɛl]; 10 май 1690 – 31 декември 1760) е френски политик.

## Биография
Жан Моро е назначен на официалната държавна позиция адвокат по жалбите (maitre de requêtes) на13 октомври 1719. По късно вече е интендант на Ено във Валансиен от 1727 и 1743. Моро е интендант в Лил от 1743 до 1754 и едновременно интендант на Фландрия от май 1745 до 18 октомври 1748 по време на френската окупация.
Той е обявен за Главен финансов контрольор на Франция на мястото на Жан-Батист дьо Машо Д’Арнувил на 20 юли 1754 и изпълнявала тази функция до 24 април 1756. Прекарва смела икономическа политика, граничеща с либерализъм, с което се опитва да изправи държавните финанси. Получил краклското доверие в качеството на държавен министър през 1755, Моро е консултант по обръщането на съюза с Прусия към Австрия. След като прекарва инсулт през март 1756, неговият зет Франсоа Мари Пейренк дьо Мора е назначен от Луи ХV за заместник на Моро.
Жан Моро е почетен член на Френската академия на науките 14 юли 1755 г. и неин заместник-председател през 1756 г., а неин председател през 1757 година.
През 1710 г. Жан Моро купува имот в Кювили, Оаз, където построява съвременен замък на мястото на феодалното укрепление на фамилията Сешел. С това следователно неговата фамилия става Моро от Сешел.
Сейшелските острови, отстъпени на френската Източно-Индийска компания през 1756 г., са наречени на негово име.
Дъщеря му Мари Елен Моро дьо Сешел (1715-1798) се омъжва за Рене Еро, генерал-лейтенант от полицията на Париж. От този брак се ражда Жан-Батист Мартин Еро дьо Сешел, приятел от детството на Луи Антоан де Бугенвил и баща на политик Мари-Жан Еро дьо Сешел.

## Книгопис
- Lucien Bély, "Un intendant en pays occupé : Moreau de Séchelles dans les Pays-Bas pendant la guerre de Succession d'Autriche", in : Études sur l'Ancienne France offertes à Michel Antoine. Text arranged by Bernard Barbiche and Yves-Marie Bercé. Memoires and documents from l'École des Chartes, n° 69, Paris. École des Chartes, February 2003, pp. 47–60 – ISBN 2-900791-56-1
- Cédric Glineur, Genèse d'un droit administratif sous le règne de Louis XV. Les pratiques de l'intendant dans les provinces du Nord (1726-1754). Orléans, Presses Universitaires d'Orléans, 2005, pp. 19–32 – ISBN 2-913454-26-7
- Cédric Glineur, "Entre libéralisme et protectionnisme : la politique pré-libérale du contrôleur général Moreau de Séchelles", in La Revue administrative, n° 345 (mai 2005), pp. 290–302 – ISBN 2-13-055194-7

|  | Тази страница частично или изцяло представлява превод на страницата Jean Moreau de Séchelles в Уикипедия на английски. Оригиналният текст, както и този превод, са защитени от Лиценза „Криейтив Комънс – Признание – Споделяне на споделеното“, а за съдържание, създадено преди юни 2009 година – от Лиценза за свободна документация на ГНУ. Прегледайте историята на редакциите на оригиналната страница, както и на преводната страница, за да видите списъка на съавторите. ВАЖНО: Този шаблон се отнася единствено до авторските права върху съдържанието на статията. Добавянето му не отменя изискването да се посочват конкретни източници на твърденията, които да бъдат благонадеждни. |